# Ugerevy 1938/50
|  | Denne artikel er oprettet af botten Steenthbot ud fra en ekstern database. Den kan derfor have sproglige fejl eller mangler. Denne skabelon kan fjernes efter kontrol af indholdet. |

Ugerevy 1938/50 er en dansk dokumentarisk optagelse fra 1938.

## Handling
1) Havarist i havn: Den russiske damper "Arcos" fik på sin rejse fra Arkangelsk til København svær slagside i det stormfulde vejr.

2) Viadukt flyttes: Viadukten over Peter Bangsvej på Frederiksberg er blevet flyttet 8 meter. Under arbejdet revnede en af bropillerne, og arbejdet blev forsinket i flere timer.

3) Indendørs tenniskamp med fulde tilskuerpladser.